# Tomasz Radzinski
Tomasz Radzinski, född 14 december 1973 i Poznań, Polen, är en kanadensisk fotbollsspelare.
Åren 1995-2009 spelade Radzinski även i Kanadas landslag, för vilka han gjorde 46 matcher och 10 mål.

## Klubbar
- KFC Germinal Ekeren (1994-1998)
- RSC Anderlecht (1997-2001)
- Everton FC (2001-2005)
- Fulham FC (2005-2007)
- Skoda Xanthi FC (2007-2008)
- Lierse SK (2008-2011)